# Dacia Lodgy
La  Dacia Lodgy  è una monovolume di fascia media della casa automobilistica rumena Dacia, fabbricata nello stabilimento Renault di Tangeri in Marocco.

## Debutto
La Dacia Lodgy è stata in vendita da giugno 2012 fino al 2022, può ospitare sette passeggeri e ha un bagagliaio con volume variabile tra 827 e 2.617 litri.
Nel 2017 è stata introdotta anche la versione limitata "brave" che prevede il top di gamma per la serie un nuovo restyling su base stepway, sospensioni maggiorate e retrocamera di parcheggio.

## Caratteristiche
La Lodgy è stata costruita su una nuova piattaforma.  È una monovolume di medie dimensioni che può ospitare fino a sette persone. La terza fila di sedili oltre che ribaltabile è anche smontabile. Viene venduta con tre allestimenti: base, Ambiance, Lauréate.
Successivamente viene affiancata dalla multispazio Dacia Dokker, con la quale condivide la base e la parte anteriore della carrozzeria.

## Motori
La Lodgy è a trazione anteriore. Al debutto è stata proposta con quattro motori: il 1.6 aspirato a benzina da 84 CV, il 1.2 turbo a iniezione diretta di benzina da 115 cavalli e il 1.5 turbodiesel con 90 o 110 cavalli.
Nel 2017 con l'introduzione della nuova serie speciale limitata "brave" che rappresenta il top di gamma è stato introdotto anche il nuovo propulsore studiato per il GPL e sviluppato sul motore 1.6 H4M per tre modelli della sua gamma: Duster, Dokker e Lodgy. Il nuovo motore GPL 1.6 del marchio del Gruppo Renault per Lodgy è un Euro 6 offerto con una potenza di 100 CV e 75kw. Dotato di dispositivo Start&Stop, promette consumi ridotti ed emissioni contenute. Nel 2022 è rimasta in commercio col solo 1.5 turbodiesel da 116 cv, per poi finire la produzione nel corso dello stesso anno

## Sicurezza automobilistica
Verso la fine del 2012 la Lodgy è stata sottoposta al crash test dell'Euro NCAP e ha ricevuto tre stelle.